# Kang Yu-jeong
Kang Yu-jeong, född 2 augusti 1996, är en sydkoreansk judoutövare.
Yu-jeong tävlade för Sydkorea vid olympiska sommarspelen 2020 i Tokyo. Hon blev utslagen i den första omgången i extra lättvikt mot Maruša Štangar.